# Подвійна планета

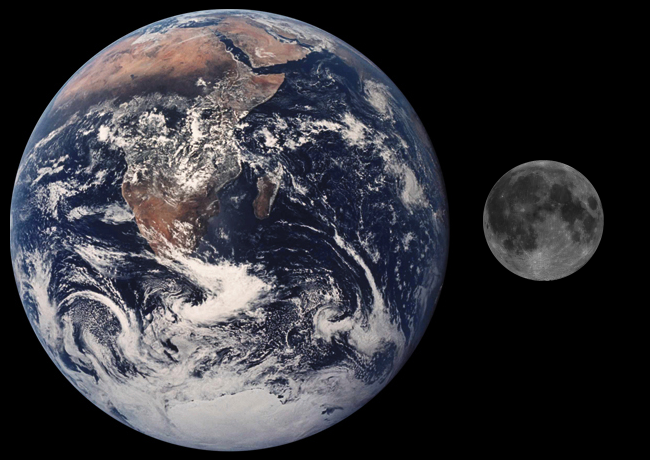
Наша система Земля — Місяць інколи асоціюється з характеристикою «подвійна планета», хоча центр мас цієї системи розташований всередині Землі.

Подвійна планета — термін в астрономії, який використовується для позначення бінарної системи, що складається з двох астрономічних об'єктів, кожен із яких задовольняє визначенню планети і є достатньо масивним, щоб надавати гравітаційний ефект, що перевершує гравітаційний ефект зорі, навколо якої вони обертаються.
Станом на 2022 рік офіційно в Сонячній системі немає систем, що класифікуються як «подвійна планета». Одна з неофіційних вимог полягає в тому, щоб обидві планети оберталися навколо загального центру мас, так званого барицентра, який повинен перебувати поза поверхнями цих планет.